# Ocean One
Ocean One é um projeto de um arranha-céu de 91 andares com 367 metros (1 204 pés) de altura localizado na cidade de Pattaya, Tailândia. A construção do Ocean One começou em 2006 e espera-se que seja concluída em 2009. O Ocean One, foi planejado para ser um edifício residencial e centro de conferências, foi desenhado pelo arquiteto Woods Bagot e pelo engenheiro estrutural Connell Wagner. A construção do Ocean One está sendo executada pela K-TECH. O mais alto apartamento do Ocean One se situará a uma altura de 327 metros.